# Сардаров, Керим Алигулу оглы
Керим Сардаров (азерб. Kərim Sərdarov; 6 июля 1974, Сумгаит, Азербайджанская ССР) — азербайджанский дзюдоист-паралимпиец, выступающий в весовой до 100 килограммов и категории слепоты B3, чемпион Европы (2009), серебряный призёр Паралимпийских игр 2008. Представлял Азербайджан на Паралимпийских играх 2012 года в Лондоне. Бронзовый призёр чемпионата Европы 2005 года.
Окончил среднюю школу № 27 города Сумгаит и Азербайджанский институт физкультуры и спорта.
В 2011 году за заслуги в развитии паралимпийского движения в Азербайджане распоряжением президента Азербайджана был награждён медалью «Прогресс». В 2016 году по случаю 20-летнего юбилея создания Национального паралимпийского комитета Азербайджанской Республики и за заслуги в развитии паралимпийского движения в Азербайджане Ибрагимов в соответствии с распоряжением президента Азербайджана был награждён «Почётным дипломом Президента Азербайджанской Республики».